# Монталбано (Бриндизи)
Монталбано (итал. Montalbano) је насеље у Италији у округу Бриндизи, региону Апулија.
Према процени из 2011. у насељу је живело 2686 становника. Насеље се налази на надморској висини од 86 м.